# Kaj Hansen
Kaj Hansen (Copenaghen, 16 agosto 1940 – 2 luglio 2009) è stato un calciatore danese, di ruolo difensore.

## Carriera

### Club
Nel 1968 venne ingaggiato dai Washington Whips. franchigia militante nella neonata North American Soccer League. Con i Whips giunse al secondo posto della Atlantic Division della NASL 1968, non ottenendo così l'accesso alla fase finale del torneo.